# Reino do Laos

O Palácio Real em Luang Prabang

O Reino do Laos foi um Estado soberano que existiu a partir de 1953 até dezembro de 1975, quando  o Pathet Lao derrubou o governo e criou a República Democrática Popular do Laos.
Com o fim da Segunda Guerra Mundial, em 1945,  sob a liderança do rei Sisavang Vong, o Laos proclamou o fim do protetorado francês. No entanto, a França apenas em 1949 aceitou alterar o estatuto do país:  primeiro como estado associado da República Francesa e finalmente com o Tratado Franco-Lao em 1953 estabeleceu-se um Laos soberano e independente, mas não estipulou quem iria governar o país. Nos anos que se seguiram, três grupos disputaram o poder: o neutralista sob Príncipe Souvanna Phouma, o partido de direita sob o príncipe Boun Oum de Champassak: e o de esquerda, apoiado pelo Vietnã do Norte, a Frente Patriótica (atualmente chamado de Pathet Lao) sob Príncipe Souphanouvong e o futuro Primeiro-Ministro Kaysone Phomvihane .

## Governo

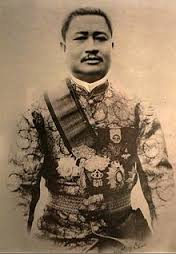
Sisavang, o primeiro rei de Laos.

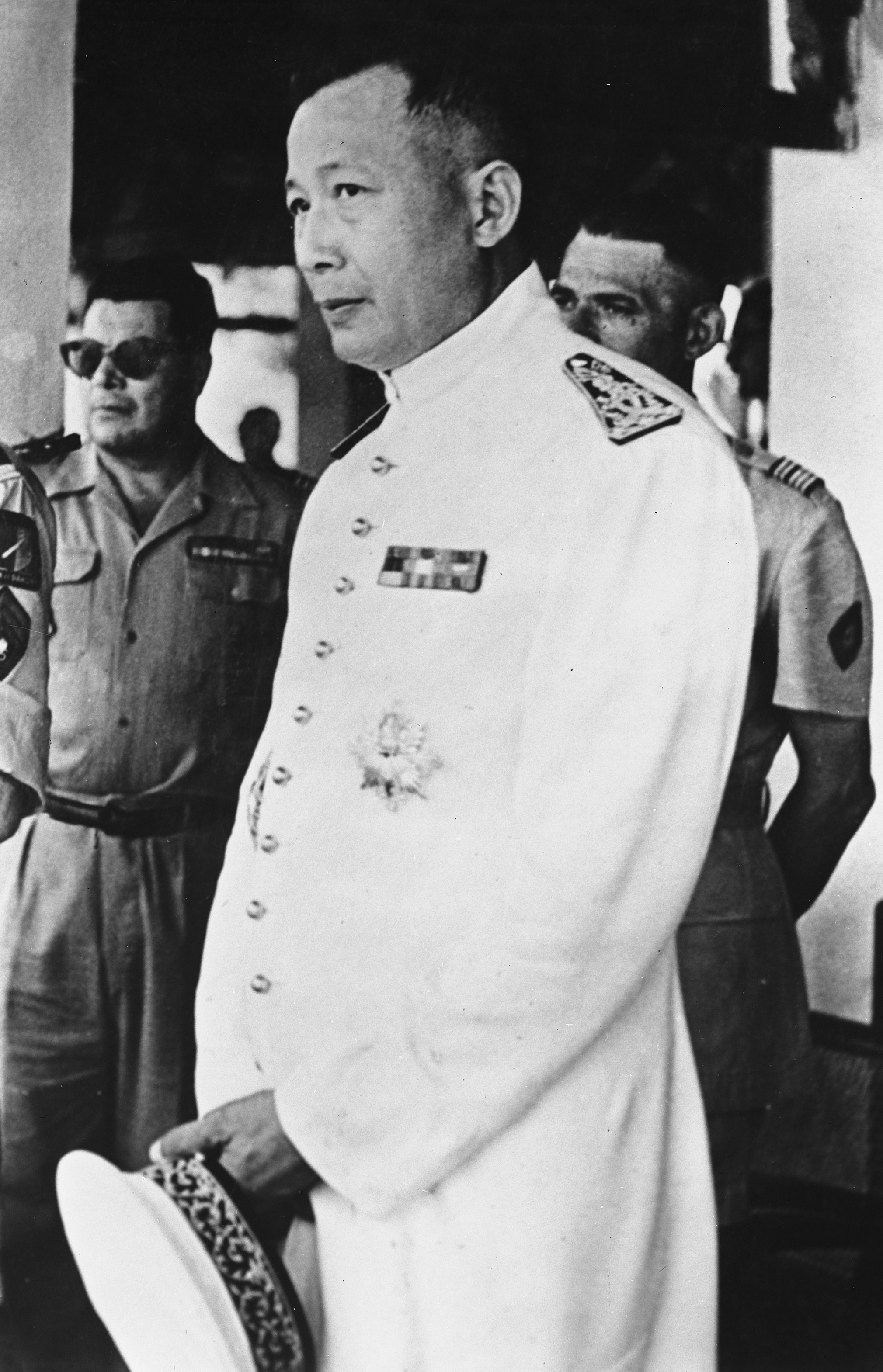
Sisavang Vatthana, o segundo e último rei do Laos. (1959)

Após o Tratado Franco-Lao de 1953, que deu a independência do Laos, o Governo Real do Laos assumiu o controle do país. Esse tratado estabeleceu uma monarquia constitucional, com Sisavang Vong como Rei e o Príncipe Souvanna Phouma como primeiro-ministro, e com Luang Prabang como a capital real.
Muitas tentativas foram feitas para estabelecer um governos de coalizão: um Governo de Unidade Nacional foi criado em 1958 sob o príncipe Souvanna Phouma, este fez um acordo com seu irmão, o príncipe Souphanouvong, dando aos comunistas dois assentos no Conselho de Ministros, e aceitando integrar 1500 dos soldados comunistas no exército real. Ao seu meio-irmão foi dado o cargo de Ministro da Reconstrução, Planejamento e Urbanização, enquanto outro membro do Partido Comunista foi nomeado Ministro da Religião e Belas Artes.

## Queda do governo
Em 1960, em meio a uma série de rebeliões, uma luta irrompeu entre o Exército Real do Laos e o Pathet Lao. Um segundo governo provisório de unidade nacional formado pelo príncipe Souvanna Phouma em 1962 provou ser bem-sucedido por algum tempo, até que a situação deteriorou-se depois que o conflito no Laos se tornou um foco para a rivalidade entre as superpotências com o início da Guerra Fria.
Alarmado com o crescente poder e influência do Vietcong, e temendo a propagação do comunismo, os Estados Unidos começaram a fornecer ajuda para o Laos em 1953, o processo acrescentou a corrupção generalizada dentro do governo do Laos. O envolvimento americano aumentou ainda mais no início dos anos 1960, quando, em resposta a uma tentativa comunista apoiado pelos soviéticos para assumir o governo do Laos, os EUA iniciaram uma guerra secreta dentro do país. Isto envolveu um forte apoio militar, incluindo a formação e o equipamento das forças do General Vang Pao na província de Xieng Khouang por Forças Especiais dos EUA, e o transporte de homens e equipamentos para o Laos a partir da Tailândia pela linha aérea comercial da CIA, Air America.
Um cessar-fogo foi finalmente conseguido em fevereiro de 1973, seguindo a Acordos de Paz de Paris entre os Estados Unidos e Vietnã do Norte. Em abril de 1974, outro Governo Provincial de Unidade Nacional foi criado, mais uma vez com o príncipe Souvanna Phouma como primeiro-ministro. No entanto, as forças do Pathet Lao controlavam grandes áreas do país, e com a queda de Saigon em abril de 1975 eles avançaram para controlar a capital.
Em 2 de dezembro de 1975 é proclamada a República e instalado o governo comunista do Pathet Lao apoiado pelo Vietnã e pela União Soviética destronando o governo do rei Savang Vatthana, apoiado pela França e pelos Estados Unidos. A República Popular Democrática do Laos foi estabelecida com o príncipe Souphannavong como presidente. Kaysone Phomvihane atuou como primeiro-ministro e secretário-geral do Partido Popular Revolucionário do Laos.

## Consequências
Muitos dos cidadãos e membros do antigo governo foram levados para campos de reeducação em áreas remotas do Laos após Dezembro de 1975.